# AMD HD3D
HD3D — це API стереоскопічного 3D від AMD.
HD3D надає чотириразовий буфер для розробників ігор і програмного забезпечення, дозволяючи нативний 3D. Доступний вільний SDK HD3D, хоча підтримуються лише DirectX 9, 10 і 11.
Підтримка HDMI-3D-, DisplayPort-3D- і DVI-3D-дисплеїв включена в останню версію AMD Catalyst.
API чотириразового буфера від AMD підтримується такими графічними процесорами на наступних продуктах: Radeon HD 5000, 6000, 7000 серії і APU A-серії.